# 莊鵬
莊鵬（15世紀—16世紀），字萬里，號翠峯，福建泉州府惠安縣科龍溪西人，明朝政治人物。

## 生平
莊鵬的父親莊顯因擔任廣東橫槎巡檢而遷居惠安，他則在成化二十二年（1486年）以《詩經》中舉人，弘治六年（1493年）中會試副榜，授新寧教諭；新寧是湖南末尾縣份，人們鄙陋不懂學習，他到任後教授經術、獎勵勤奮、考古制度、端正儀式，文風因此大振，之後因為被流言中傷而辭官回鄉。回家後他更為勤學，在房間中點勘經史，分注的小字精細不苟且，其詩文華麗，也喜歡作議論，有事總會挺身而出，知縣、父老、後輩都敬重他，死後入祀鄉賢祠。

## 引用
1. 1 2  雍正《惠安縣志·卷二十四·循良》：莊鵬，字萬里，科龍溪西人，父顯，廣東橫槎巡檢，始遷居邑內；鵬以《詩經》登成化丙午鄉榜，教授新寧，新寧湖南末縣也，僻陋人不知學，鵬至議經術、勤獎勵、考古制、器端式，文章士風丕振。有以飛語謗，遂致仕歸，益肆力於學，一室端坐，點勘經史，分注小字亦精細不苟；詩文閎麗，可喜議論，縱橫貫穿，聽者悚然，聞人有善，與義當勇，皆為赴之，如不及其好學樂善往往若此，自邑長貳及鄉之後進悉敬憚之，祀鄉賢祠。
2. ↑  《小山類稿·卷十六》：新寧教諭莊翠峯先生墓誌銘 嘉靖三年八月初十日，翠峯莊先生之子伯吳等卜葬先生於錦溪前峯嶺頭深之原，狀其事授浄峯張某俾為之銘，某生晩不及識先生壯時也，獨記頃年絫以通家子孫謁拜先生一室，雅靚圖書筆硯之外無他物，先生終日整襟端坐，㸃勘書史雖分註小字亦精細不茍，是時年幾六十矣，與人言縱橫穿貫，厯舉古今理亂事理物情之變，能使聽者悚然莫或窮其辯也，至其聞人有善與義當勇為者，必咨嗟稱賞，惟恐人不及知其好學樂善如此，蓋天性然矣。……先生初以詩經游邑庠領成化丙午鄉薦，弘治癸丑入乙榜，就選人授署湖廣新寧教諭，新寧湖南末縣，自先生為之師學者始知所嚮，方議經術考古製器以變易，學者習尚，會有中以飛謗者遂觧職事歸，既與時齟齬，故獨肆力學問，閒以所得作為文章歌詞皆閎麗可讀，自邑長貳縉紳以及後出之士莫不樂親先生而敬其為人，先生亦喜于延接人為傾倒，然其是是非非不茍也，在新寧時安福劉御史遜言事出知武岡，又為藩府所擠，人多斂跡，先生獨往來經紀，識者韙之，劉後復官至福建按察使，累通問先生且求見，先生竟不見，其持重又如此。曾祖諱永傳，祖諱儒，考諱顯、將仕郎，母洪氏，配陳氏生子三，伯伯吳、仲伯珠、季伯範，庶出女一適庠生連珏，孫二應麒、應麟；伯吳伯仲弱冠遣游邑庠，志氣行業已為同輩所推，蓋先生之教云；先生諱鵬，字萬里，翠峯其號，生天順丙子十一月十八日，卒嘉靖壬午五月二十一日，享年六十有七，墓乙向，有遺稿數卷藏于家……